# NFL 2K
NFL 2K es una serie de videojuegos de fútbol americano desarrollada por Visual Concepts y publicada por Sega. La serie era originalmente exclusiva de la consola de videojuegos Dreamcast de Sega debido a la ausencia de la serie Madden NFL de EA Sports en el sistema. Como el título más importante de "2K", marcó el comienzo de una serie de atletismo que eventualmente llevó a la escisión del negocio de publicaciones deportivas de 2K bajo el nombre de 2K Sports. Tras la interrupción de Dreamcast, la serie continuó publicándose para otros sistemas de juego de sexta generación y se convirtió en el principal competidor de la serie Madden.
Después de que el precio competitivo NFL 2K5 redujo significativamente las ventas del lanzamiento de Madden de ese año, EA firmó un acuerdo de exclusividad con la NFL que convirtió a Madden NFL en la única serie autorizada para usar nombres de jugadores y equipos de la NFL.

## Videojuegos
| Videojuego        | GameRankings                        | Metacritic                 |
| ----------------- | ----------------------------------- | -------------------------- |
| NFL 2K            | (DC) 91.53                          | —                          |
| NFL 2K1           | (DC) 94.50                          | (DC) 97                    |
| NFL 2K2           | (DC) 89.35 (PS2) 86.85 (Xbox) 84.84 | (DC) 90 (Xbox) 87 (PS2) 85 |
| NFL 2K3           | (Xbox) 89.79 (GC) 89.45 (PS2) 88.10 | (PS2) 93 (GC) 92           |
| ESPN NFL Football | (Xbox) 89.27 (PS2) 88.12            | (Xbox) 91 (PS2) 91         |
| ESPN NFL 2K5      | (Xbox) 90.52 (PS2) 87.84            | (Xbox) 92 (PS2) 90         |

### NFL 2K
Sega presentó la serie para abordar la decisión de EA Sports de no publicar juegos, incluida la serie Madden NFL, para Dreamcast. La primera entrega, NFL 2K, fue lanzada exclusivamente para el sistema, a tiempo para su lanzamiento el 9 de septiembre de 1999 en Norteamérica. Los 32 equipos de la NFL se incluyeron en el juego (incluidos los Browns que regresaron) junto con los equipos de exalumnos y los equipos All-Pro para la AFC, NFC y NFL. El juego recibió una recepción positiva tras su lanzamiento, con elogios por sus imágenes, presentación y juego en general.

### NFL 2K1
Una secuela, NFL 2K1, fue lanzada para Dreamcast el 7 de septiembre de 2000 con gran éxito de crítica. Las mejoras con respecto a su predecesor incluyen una cantidad significativa de animaciones de nuevos jugadores, libros de jugadas más grandes, IA mejorada y ajustes en el juego terrestre, el juego aéreo y la defensa. 2K1 también introdujo un modo de franquicia de varias temporadas y juego en línea.

### NFL 2K2
Con la desaparición de Dreamcast, la serie NFL 2K se reposicionó como el principal rival multiplataforma de la serie Madden NFL. NFL 2K2, la tercera entrega, se lanzó el 19 de septiembre de 2001 para Dreamcast. Las versiones del juego para PlayStation 2 y Xbox se lanzaron más tarde con gráficos mejorados. La recepción del juego fue positiva, y los críticos señalaron una IA mejorada, mejoras en el juego de pases y animaciones de nuevos jugadores. Sin embargo, el modo de franquicia fue criticado por su falta de profundidad, ya que se mantuvo casi sin cambios desde 2K1. Los Houston Texans fueron incluidos en el juego, con jugadores de valores, ya que el equipo aún no tenía una lista de la vida real.

### NFL 2K3
NFL 2K3 se lanzó para PlayStation 2, Xbox y GameCube en agosto de 2002. El juego presentaba una presentación con licencia de estilo ESPN, con informes de medio tiempo, premios a los jugadores y resúmenes semanales y posteriores al juego. Dan Patrick de ESPN aparece en la introducción de apertura. El modo de franquicia se amplió enormemente en 2K3 y presentó menús interactivos junto con una profundidad mucho mayor. Los equipos históricos se incluyeron por primera vez, y los entrenadores actuales de la vida real se introdujeron en la serie (junto con la capacidad de crearlos). 2K3 fue el primer juego de la serie en incluir capacidades de Xbox Live.

### ESPNNFLFootball
ESPN NFL Football se lanzó en septiembre de 2003 para PlayStation 2 y Xbox. Es el único juego de la serie que no incluye 2K en el título; En cambio, 2K4 fue relegado a la esquina inferior del cuadro de arte. El juego ampliaría la licencia de ESPN de la serie, y los jugadores recibirían informes y aspectos destacados de Chris Berman y Suzy Kolber de ESPN. Se agregaron nuevas características como fútbol en primera persona y "The Crib", que sirve como el apartamento digital y la sala de trofeos del jugador.

### ESPN NFL 2K5
Con la cancelación de NFL GameDay (989 Sports) en PlayStation 2 y la franquicia NFL Fever (Microsoft Game Studios), la serie realmente se convirtió en la competencia principal de Madden NFL. En lo que Grantland llamó más tarde "uno de los movimientos de guerra de guerrillas más grandes e insidiosos en la historia de la competencia de videojuegos", Sega lanzó ESPN NFL 2K5 en julio de 2004 por $ 19,99, lo que le dio al juego una participación de mercado significativa frente a Madden NFL de $ 49,95. Un desarrollador de EA recordó que el precio agresivo de Sega "nos asustó muchísimo"; EA luego redujo el precio de Madden NFL a $ 29.95. En diciembre de 2004, sin embargo, EA firmó un acuerdo exclusivo con la NFL por una cantidad de dinero no revelada, lo que convierte a Madden NFL en la única serie que puede usar nombres de jugadores y equipos de la NFL. Comparativamente, la NFL firmó un acuerdo de exclusividad similar de seis años con Visa Inc. por valor de $ 400 millones en enero de 2004. EA también firmó un acuerdo con ESPN para convertirse en el único licenciatario de la marca ESPN en juegos deportivos en todas las plataformas. Este fue un golpe inmenso para la franquicia de Sega en sus series MLB, NBA y NHL. En 2020, EA firmó una extensión con la NFL, otorgándoles derechos de licencia exclusivos hasta la temporada 2025.